# Teilnehmerbetrieb
Als Teilnehmerbetrieb (engl. time-sharing operation oder auch time-sharing mode) bezeichnet man eine Form des Mehrprogrammbetriebes, bei welcher mehrere Benutzer eines Rechners im Dialogbetrieb unabhängig voneinander mit verschiedenen Programmen arbeiten können.
Die auf dem Rechner zur Verfügung stehende Rechenzeit wird dabei auf die Teilnehmer (Benutzer) aufgeteilt, wobei die ihnen zugewiesene Zeit exklusiv zur Verfügung steht. In der Regel sind diese Zeitstücke sehr kurz, aber häufig wiederkehrend, so dass die Benutzer normalerweise nichts davon bemerken.
Der Teilnehmerbetrieb hatte insbesondere in den Anfangsjahren der EDV große Bedeutung; die damals noch teuren EDV-Anlagen (oft Minirechner unter OS/400 oder UNIX) konnten so effizient genutzt werden. Die Benutzer arbeiteten an zumeist seriell angeschlossenen Datensichtgeräten (Terminal) mit monochromer Textausgabe (VT100).
Heutzutage hat der Teilnehmerbetrieb an Bedeutung verloren, wird aber dennoch noch häufig eingesetzt. So gibt es zum Beispiel für Windows 2000 den Windows Terminal Server, der in Verbindung mit leistungsschwachen Clients (normale PCs) den Teilnehmerbetrieb auf einem leistungsstarken Server ermöglicht.
Eine andere Form ist  der Teilhaberbetrieb. Hier handelt es sich auch um ein Mehrbenutzersystem bei dem mehrere Benutzer eines Rechners im Dialogbetrieb an einem Programm  arbeiten können.